# Нофех
Нофех (ивр. נופך‎) — общинное сельскохозяйственное поселение, расположенное в центральной части Израиля в нескольких километрах южнее города Петах-Тиква. Административно относится к региональному совету Хевель Модиин. 

## История
Район современного Нофеха был населён на протяжении последнего тысячелетия. В этих местах сохранились постройки эпохи крестовых походов и периода правления мамлюков, а также более позднего периода османского владычества. Часть из них по сей день служат жильём, другие были обнаружены в ходе раскопок, проводимых в окрестностях Нофеха Управлением древностей Израиля в 2009 году.
Современный мошав Нофех был основан в 1949 году иммигрантами из Марокко на территории покинутой арабской деревни Рантийя. Его название взято из одного из 12 камней в нагрудном наперснике еврейского первосвященника. Основанный недалеко от него мошав Бейт-Ариф изначально также был назван в честь одного из камней наперсника (Ахлама), прежде чем принять своё нынешнее название. 

## Население
По данным Центрального статистического бюро Израиля, население на начало 2020 года составляло 588 человек.